# Овсец Шелля
Овсец Шелля (лат. Helictochloa schelliana) — вид травянистых растений рода Овсец (Helictochloa) семейства Злаки (Poaceae).
Назван в честь российского ботаника Юлиана Карловича Шелля.

## Описание
Многолетнее травянистое растение, (20) 50—80 см высотой, образующее небольшие рыхлые дерновины. Стебли тонкие, в основании округлые. Листья линейные, обычно вдоль сложенные или плоские, 2-5 мм шириной, голые, снизу с утолщённой и шероховатой от острых бугорков жилкой, по краям острошероховатые; влагалища голые, почти до основания расщеплённые; язычок до 4 мм длиной.
Соцветие — сжатая или слабораскидистая, прямостоячая метёлка, 3—15 (25) см длиной, веточки сильно шероховатые. Членики оси колоска волосистые в верхней части. Колоски 10—15 мм длиной, светло-зелёные или зеленовато-серебристые, 3—6-цветковые. Ось колоска с волосками 1—1,5 мм длиной, при плодах распадается на членики под каждым цветком. Колосковые чешуи ланцетовидные, белоплёнчатые, в средней части нередко бледно-фиолетовые. Нижняя колосковая чешуя короче на 2—4 мм верхней, достигающей 9—13 мм; нижняя — с 3, верхняя — с 3—5 жилками. Нижняя цветковая чешуя по краю плёнчатая, с коленчато-согнутой остью, 13—15 мм длиной, отходящей от спинки чешуи ниже верхушки, вблизи от середины. Верхняя цветковая чешуя по килю с короткими ресничками, переходящими в шипики. Плод — зерновка.

## Охрана
Вид внесён в Красные книги некоторых субъектов России:
- Республика Мордовия (ООПТ не организованы)[1];
- Чувашская Республика (охраняется на Яльчикском участке Присурского заповедника, в заказнике «Ендовский степной склон»)[2];
- Волгоградская область (Нижнехопёрский природный парк)[3];
- Воронежская область (Воронежский заповедник, памятник природы «Урочище Мордва»)[4];
- Нижегородская область (памятники природы «Степные участки по р. Субой», «Степные участки по склонам правого берега р. Пица»)[5];
- Оренбургская область (ООПТ не организованы)[6];
- Рязанская область (заказники «Милославская лесостепь», «Ижеславльское городище», «Лубянское городище»; памятники природы «Завидовский долинный комплекс», «Темгеневские известняки»)[7];
- Самарская область (Жигулёвский заповедник, национальный парк «Самарская Лука»; памятники природы «Исаклинская нагорная лесостепь», «Овраг Верховой»)[8];
- Саратовская область (Хвалынский национальный парк)[9];
- Тамбовская область (Воронинский заповедник; памятники природы «Осиновый Овраг», «Степь Лейхтенбергского»)[10];
- Тульская область (памятники природы «Степное урочище „Нижний Дубик“», «Урочище „Излучина“», «Утёс „Галочник“», «Участок ковыльной степи у с. Козье», «Урочище „Татинки“»)[11];
- Тюменская область (заказники «Рафайловский», «Викуловский»; памятники природы «Марьино ущелье», «Ишимские бугры — Гора Любви», «Ишимские бугры — Кучумова гора», «Ишимские бугры — Афонькинский», «Урочище Бузан»)[12].

## Синонимы
- Avena schelliana Hack. (1892)basionym
- Avenastrum schellianum (Hack.) Roshev. (1934)
- Avenochloa hookeri subsp. schelliana (Hack.) Soják (1972)
- Avenochloa schelliana (Hack.) Holub (1962)
- Avenula hookeri subsp. schelliana (Hack.) Lomon. (1990)
- Avenula schelliana (Hack.) W.Sauer & Chmel. (1976)
- Helictochloa hookeri subsp. schelliana (Hack.) Romero Zarco (2011)
- Helictotrichon hookeri subsp. schellianum (Hack.) Tzvelev (1971)
- Helictotrichon schellianum (Hack.) Kitag. (1939) — Скрученноостник Шелля